# Nicolas le Français
Nicolas le Français († 1280 ou 1282) est un carme, successeur de saint Simon Stock au poste de général de l'Ordre, et auteur d'un texte polémique qui compte parmi les fondements de la spiritualité carmélitaine.

## Biographie

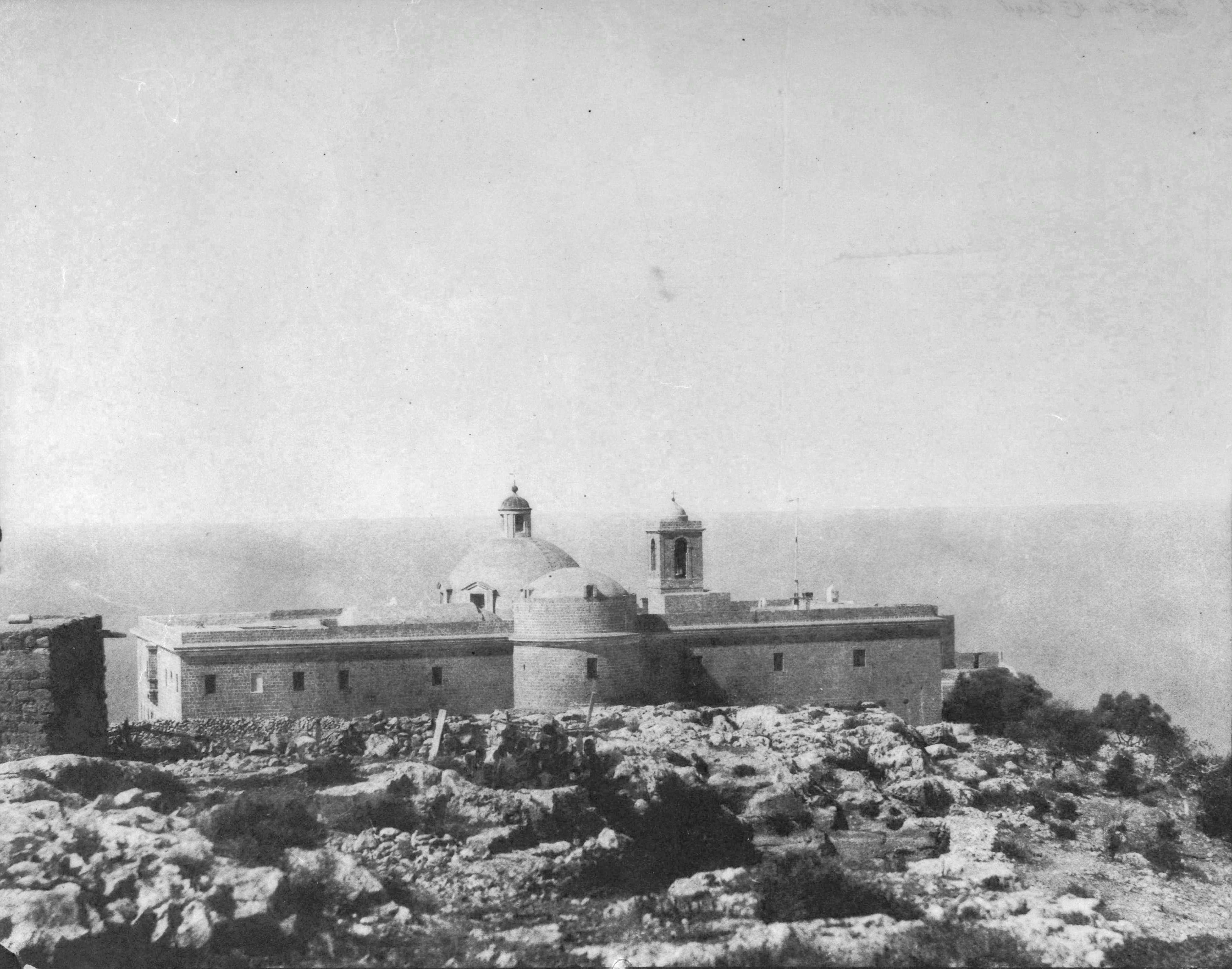
Le couvent Stella Maris sur le mont Carmel (Haïfa)

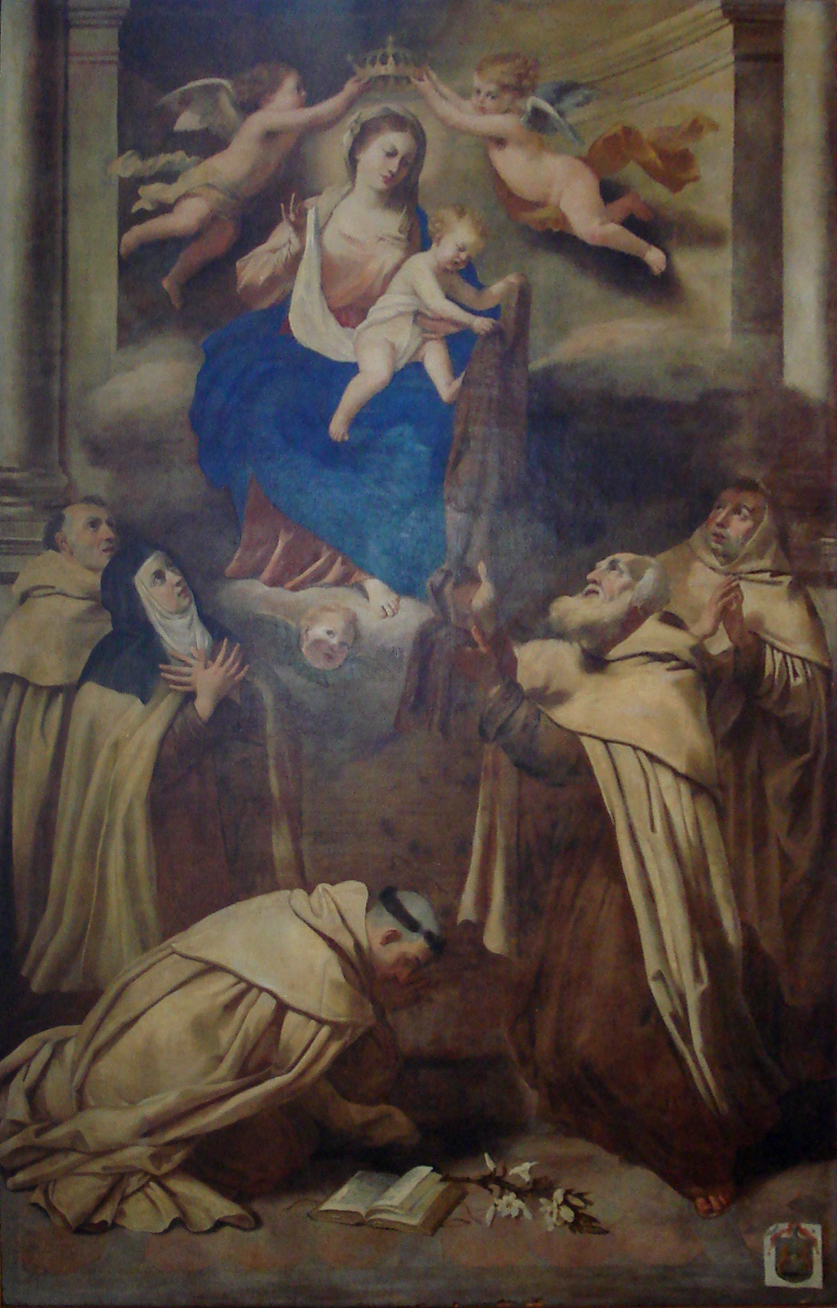
Remise du scapulaire à saint Simon Stock (par Antonio Alberti).

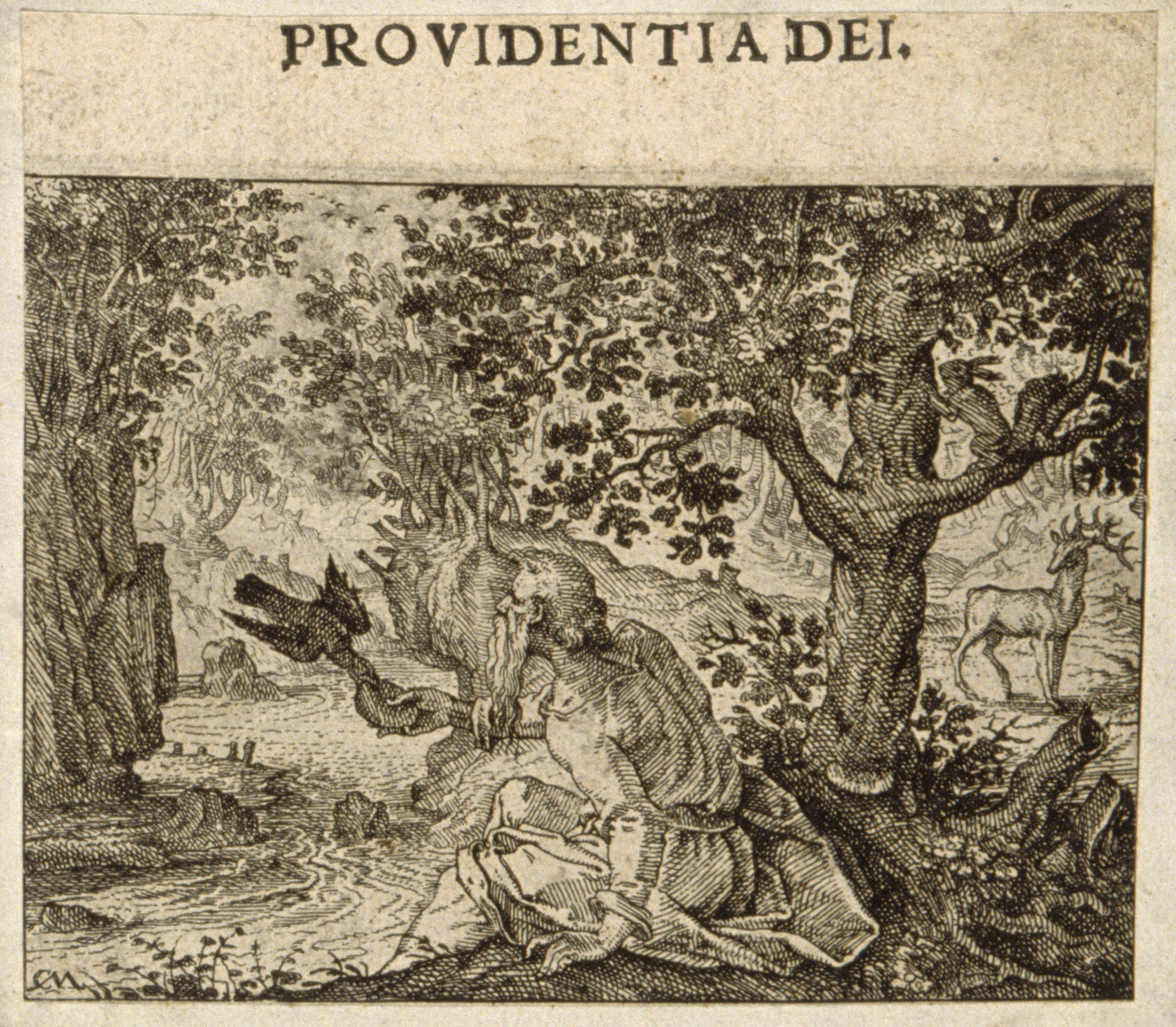
Élie, patriarche des ermites carmélitains

On ignore la date de naissance de Nicolas le Français, sans doute originaire de Narbonne. Il est devenu, en 1266, le septième prieur général de l'ordre des carmes mitigés, avant de démissionner en 1271 et de se retirer à Chypre, au désert de Fortamie. C'est là qu'il rédige, en février de la même année, une lettre circulaire intitulée Ignea Sagitta, dans laquelle il reproche à ses confrères implantés en Occident, d'avoir abandonné, au profit de l'apostolat urbain, l'idéal contemplatif des anciens ermites du Mont-Carmel. Il décède le 29 avril 1280 ou 1282.

## Spiritualité
A la faveur des croisades, les ermites du Mont-Carmel avaient essaimé en Terre Sainte et en Syrie. Toutefois, durant la première moitié du XIIIe siècle, en raison de l'avancée des musulmans, certains de ces religieux avaient suivi les croisés dans leur retraite et s'étaient établis en Europe. C'est ainsi qu'en 1245, le chapitre général de l'ordre ne s'est plus tenu en Palestine, mais à Aylesford, dans le Kent (Angleterre). Il est revenu à l'un des prieurs généraux de l'époque, Simon Stock, d'adapter à ces nouvelles conditions, la vie de ceux qui allaient devenir les Frères de la Bienheureuse Vierge Marie du Mont Carmel. À cet effet, écrit Titus Brandsma, il suscita une vie active qui ne faisait pas violence à la vie de l'esprit et à l'esprit originel de l'ordre. 
Une fois mitigée dans cette perspective, la Règle du Carmel est approuvée en 1247 par le pape Innocent IV. Commence alors un processus d'alignement juridique des carmes sur le modèle des ordres mendiants récemment fondés, lesquels avaient détaché la vocation religieuse de la stabilité monastique rurale, pour répondre de manière plus souple aux besoins missionnaires, spécialement en milieu urbain. D'abord implantés dans des lieux isolés, les carmes ne vont donc pas tarder à émigrer dans les villes, suivant en cela un développement caractéristique de l'Europe de l'Ouest à cette époque. Mais il s'avère bientôt que l'apostolat, trop absorbant, joue au détriment de la spiritualité. Cette distorsion provoquera la démission du successeur de Simon Stock, Nicolas le Français, puis celle du successeur de celui-ci, l'Anglais Ralph Fresburn, en 1277.
Ignea Sagitta (Flèche de Feu) constitue le témoignage polémique de ce changement d'orientation. Esprit profondément contemplatif, Nicolas craint une perte progressive de la priorité mystique dans l'Ordre. Non sans rudesse, il rappelle que, selon la Règle, chaque frère doit demeurer dans sa cellule pour y vaquer à la méditation et à l'oraison, à moins d'un motif valable. Mais l'apostolat doit-il toujours s'imposer comme une véritable urgence ? Selon Nicolas, dans certains cas, par rapport à la recherche de l'union avec Dieu, la cura animarum (soin des âmes) peut même passer pour illégitime. Il est intéressant de noter que, paradoxalement, à l'appui de ses thèses, le carme utilise les mêmes arguments et les mêmes expressions que le théologien séculier Guillaume de Saint-Amour dans la lutte de celui-ci contre les ordres mendiants.

## Postérité
La circulaire de Nicolas n'a connu aucun effet concret : elle n'a empêché ni l'évolution ni le développement des carmes. Ceux-ci se sont intégrés au modèle dominant de vie mixte présenté par les communautés religieuses urbaines, tout en ne cessant pas d'affirmer la prééminence de la contemplation sur l'action. La mise sous condition d'une reconnaissance canonique rendait, en effet, certains compromis nécessaires, et ce en dépit de l'intransigeance de Nicolas. L'idéal de celui-ci s'est toutefois maintenu au cours des époques. C'est ainsi que la Sagitta a servi de référence chaque fois qu'il s'est agi de réimposer la stricte observance et de recentrer la vie conventuelle sur la priorité mystique, que ce soit au XVe siècle avec Jean Soreth, au XVIe siècle avec Thérèse d'Avila et Jean de la Croix, ou au XVIIe siècle avec la Réforme de Touraine.

### Œuvres
- « La flèche ardente », Les plus vieux textes du Carmel, Paris, Seuil,‎ 1945, p. 150-162.
- (la) A. Starring, « Nicolai prioris generalis ordinis carmelitarum 'Ignea Sagitta' », Carmelus, Rome, t. IX,‎ 1962, p. 237-307.
- N. Gallicus, La flèche de Feu, Bégrolles-en-Mauges, Abbaye de Bellefontaine, Librairie Bellefontaine, coll. « Flèche de Feu », 2000, 171 p. (ISBN 978-2855898032).

### Études
- A. Starring, « Nicolas le Français (de Narbonne) », Dictionnaire de spiritualité ascétique et mystique, Paris, Beauchesne, t. IX,‎ 1976, p. 281.